# Campionati europei di atletica leggera 2012 - Salto con l'asta femminile
La gara del salto con l'asta femminile si tenne il 28 ed il 30 giugno.

## Risultati

### Qualificazioni
In finale chi supera 4,45 m o rientra tra i primi 12.
| Pos | Gruppo | Atleta                 | Nazione       | 3.80 | 3.95 | 4.05 | 4.15 | 4.25 | 4.35 | 4.40 | 4.45 | Misura | Note  |
| --- | ------ | ---------------------- | ------------- | ---- | ---- | ---- | ---- | ---- | ---- | ---- | ---- | ------ | ----- |
| 1   | A      | Jiřina Ptáčníková      | Rep. Ceca     | –    | –    | –    | –    | –    | o    | –    | o    | 4.45   | Q     |
| 2   | B      | Anastasia Savchenko    | Russia        | –    | –    | –    | –    | o    | –    | o    | xxx  | 4.40   | q     |
| 2   | B      | Silke Spiegelburg      | Germania      | –    | –    | –    | –    | –    | –    | o    | xxx  | 4.40   | q     |
| 2   | A      | Martina Strutz         | Germania      | –    | –    | –    | –    | o    | o    | o    | x–   | 4.40   | q     |
| 5   | A      | Aleksandra Kiryashova  | Russia        | –    | –    | –    | –    | xo   | o    | o    | x–   | 4.40   | q     |
| 5   | B      | Nikoleta Kyriakopoulou | Grecia        | –    | –    | –    | –    | xo   | o    | o    | xxx  | 4.40   | q     |
| 5   | A      | Anastasiya Shvedova    | Bielorussia   | –    | –    | –    | –    | o    | xo   | o    | x–   | 4.40   | q, SB |
| 5   | A      | Katerina Stefanidi     | Grecia        | –    | –    | –    | o    | xo   | o    | o    | x–   | 4.40   | q     |
| 9   | A      | Vanessa Boslak         | Francia       | –    | –    | –    | –    | o    | xo   | xo   | x–   | 4.40   | q     |
| 10  | A      | Jillian Schwartz       | Israele       | –    | –    | –    | xo   | o    | xxo  | xo   | x–   | 4.40   | q, SB |
| 11  | A      | Angelica Bengtsson     | Svezia        | –    | –    | –    | o    | xo   | o    | xxo  | –    | 4.40   | q     |
| 11  | A      | Lisa Ryzih             | Germania      | –    | –    | –    | –    | –    | xo   | xxo  | x–   | 4.40   | q     |
| 13  | B      | Stélla-Iró Ledáki      | Grecia        | –    | –    | o    | o    | o    | o    | xxx  |      | 4.35   |       |
| 13  | B      | Monika Pyrek           | Polonia       | –    | –    | –    | –    | o    | o    | xxx  |      | 4.35   |       |
| 15  | B      | Nataliya Mazuryk       | Ucraina       | –    | –    | –    | o    | xo   | xo   | xxx  |      | 4.35   |       |
| 16  | B      | Tori Pena              | Irlanda       | –    | –    | –    | o    | o    | xxo  | xxx  |      | 4.35   |       |
| 17  | B      | Maria Eleonor Tavares  | Portogallo    | –    | o    | o    | xo   | o    | xxx  |      |      | 4.25   |       |
| 18  | B      | Romana Maláčová        | Rep. Ceca     | –    | –    | o    | xo   | xo   | xxx  |      |      | 4.25   |       |
| 19  | A      | Minna Nikkanen         | Finlandia     | –    | –    | xxo  | –    | xxo  | xxx  |      |      | 4.25   |       |
| 20  | B      | Cathrine Larsåsen      | Norvegia      | –    | –    | o    | o    | xxx  |      |      |      | 4.15   |       |
| 20  | B      | Sally Peake            | Gran Bretagna | –    | o    | o    | o    | xxx  |      |      |      | 4.15   |       |
| 22  | A      | Caroline Bonde Holm    | Danimarca     | –    | –    | xo   | xo   | xxx  |      |      |      | 4.15   |       |
| 23  | A      | Anna María Pinero      | Spagna        | –    | xo   | –    | xxo  | xxx  |      |      |      | 4.15   |       |
| 24  | B      | Tina Šutej             | Slovenia      | –    | –    | xxo  | xxo  | xxx  |      |      |      | 4.15   |       |
| 25  | B      | Naroa Agirre           | Spagna        | o    | –    | xo   | xxx  |      |      |      |      | 4.05   |       |
| 26  | B      | Malin Dahlström        | Svezia        | –    | o    | –    | xxx  |      |      |      |      | 3.95   |       |
| 27  | B      | Lembi Vaher            | Estonia       | o    | xxo  | xxx  |      |      |      |      |      | 3.95   | SB    |
| 28  | A      | Gina Reuland           | Lussemburgo   | xo   | xxx  |      |      |      |      |      |      | 3.80   |       |
| NCL | A      | Nicole Büchler         | Svizzera      | –    | –    | –    | xxx  |      |      |      |      | NM     |       |

### Finale
| Pos | Atleta                 | Nazione     | 4.10 | 4.30 | 4.40 | 4.50 | 4.55 | 4.60 | 4.65 | 4.70 | Misura | Note |
| --- | ---------------------- | ----------- | ---- | ---- | ---- | ---- | ---- | ---- | ---- | ---- | ------ | ---- |
| 1   | Jiřina Ptáčníková      | Rep. Ceca   | –    | o    | –    | o    | –    | o    | xxx  |      | 4.60   |      |
| 2   | Martina Strutz         | Germania    | –    | xo   | o    | o    | –    | xo   | xxx  |      | 4.60   | SB   |
| 3   | Nikoleta Kyriakopoulou | Grecia      | –    | xxo  | o    | xo   | –    | xxo  | –    | xxx  | 4.60   | =SB  |
| 4   | Silke Spiegelburg      | Germania    | –    | –    | o    | o    | –    | xxx  |      |      | 4.50   |      |
| 4   | Anastasia Savchenko    | Russia      | –    | o    | –    | o    | –    | xxx  |      |      | 4.50   |      |
| 6   | Vanessa Boslak         | Francia     | –    | o    | –    | xo   | –    | xxx  |      |      | 4.50   | =SB  |
| 7   | Lisa Ryzih             | Germania    | –    | –    | xo   | –    | xxx  |      |      |      | 4.40   |      |
| 8   | Aleksandra Kiryashova  | Russia      | –    | o    | xxo  | –    | xxx  |      |      |      | 4.40   |      |
| 9   | Anastasiya Shvedova    | Bielorussia | –    | xxo  | xxo  | xxx  |      |      |      |      | 4.40   | =SB  |
| 10  | Angelica Bengtsson     | Svezia      | xo   | o    | xxx  |      |      |      |      |      | 4.30   |      |
| 11  | Jillian Schwartz       | Israele     | xo   | xxx  |      |      |      |      |      |      | 4.10   |      |
| NCL | Katerina Stefanidi     | Grecia      | xxx  |      |      |      |      |      |      |      | NM     |      |